# Zosterop de coroneta negra
El zosterop de coroneta negra (Sterrhoptilus nigrocapitatus) és un ocell de la família dels zosteròpids (Zosteropidae).

## Hàbitat i distribució
Habita boscos i clars de les terres baixes de Samar, Leyte i Bohol, a les Filipines centrals.

## Taxonomia
Fins fa poc s'ha considerat coespecífic de Sterrhoptilus affinis. Actualment el Congrés Ornitològic Internacional versió 11.2, 2021, els considera espècies diferents.